# Puig de la Glòria
|  | Per a altres significats, vegeu «Puig de la Glòria (Llucmajor)». |

El Puig de la Glòria és una muntanya de 266 metres al municipi de la Selva de Mar, a la comarca catalana de l'Alt Empordà.